# Thomas Davenport (inventeur)
Pour les articles homonymes, voir Davenport.
Thomas Davenport, né le 9 juillet 1802 à Williamstown, dans le Vermont, et mort le 6 juillet 1851 à Salisbury, était un forgeron et un inventeur américain. Il a vécu à Forest Dale, un village à proximité de la ville de Brandon.
En 1834, Thomas Davenport a conçu le premier moteur électrique utilisable industriellement, ouvrant la voie à l'usage de l'électricité pour propulser les premières voitures.
Le 25 février 1837, avec sa femme Emily et son collègue Orange Smalley, Davenport a reçu le premier brevet américain délivré pour une machine électrique.